# GNOME-DB
GNOME-DB（グノーム・ディービー）はGNOMEデスクトップのオフィススイートGNOME Officeのデータベースアプリケーションである。このプロジェクトの目的は、GNOMEプロジェクトにフリーで統一的なデータアクセスアーキテクチャを提供することである。データ管理APIが含まれているので、永続的データ（データベースに限らず、単なるデータの場合でも）にアクセスするアプリケーションにとって有用である。